# إديث هويت
إديث هويت (بالإنجليزية: Edith Hoyt)‏ هي رسامة أمريكية، ولدت في 10 أبريل 1894 في West Point, New York ‏ في الولايات المتحدة، وتوفيت في 1971.